# Silene nicaeensis
Silene nicaeensis är en nejlikväxtart som beskrevs av Carlo Allioni. Silene nicaeensis ingår i släktet glimmar, och familjen nejlikväxter. Inga underarter finns listade i Catalogue of Life.
Blomman är vit eller skär.

## Bildgalleri

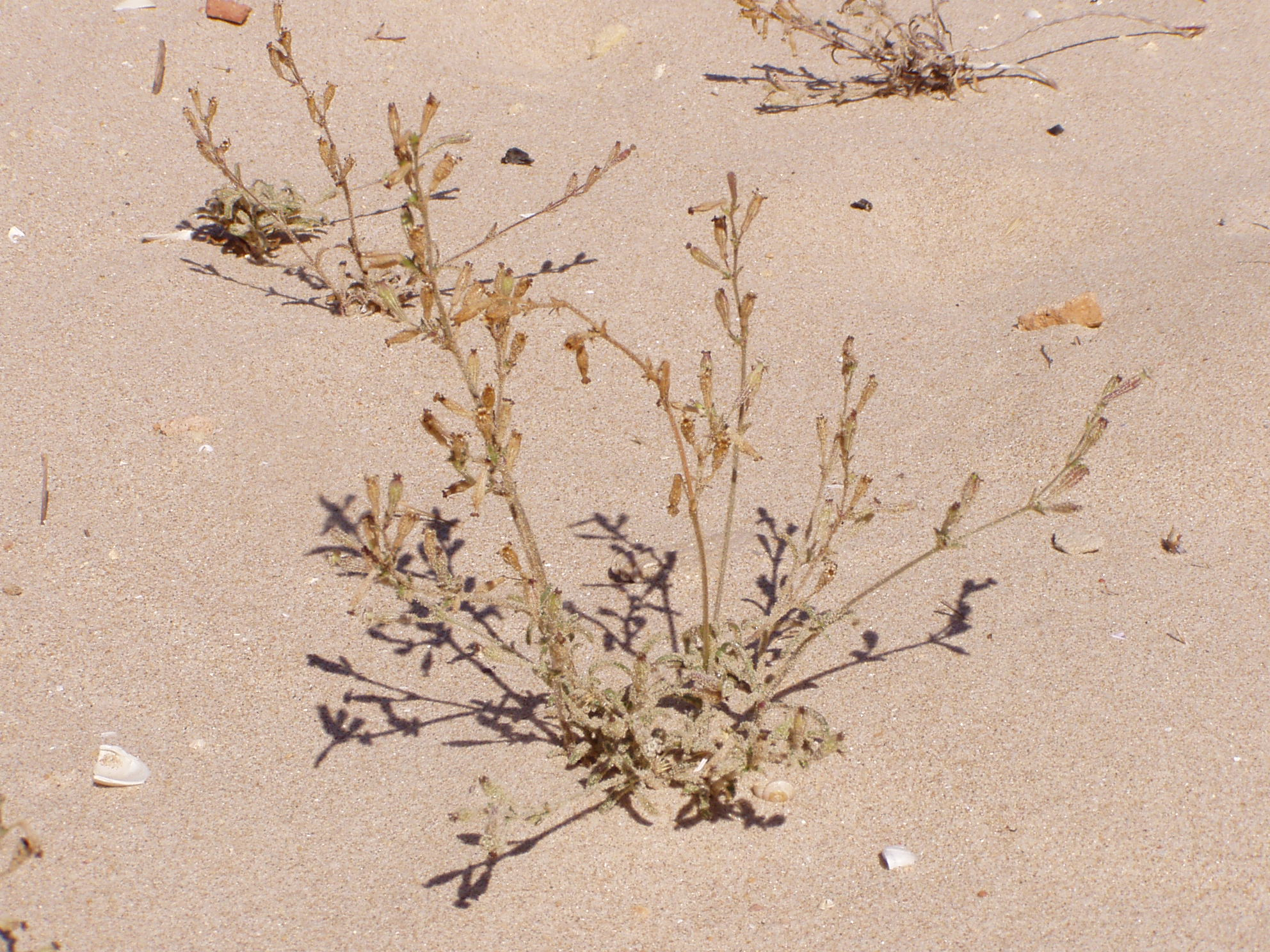